# Siedlung des Neuen Spar- und Bauvereins Milspe

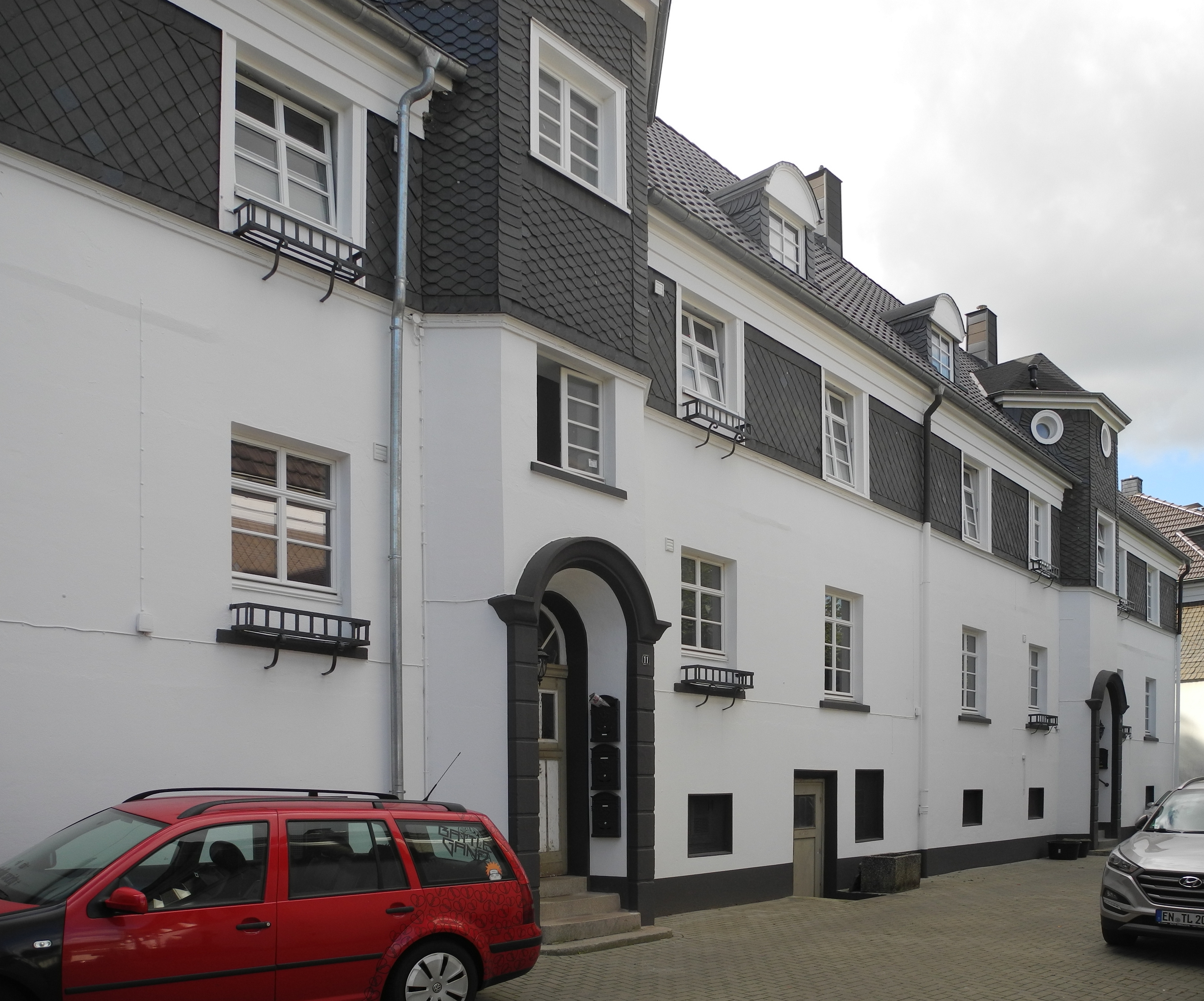
Kettelerstraße 10 und 11

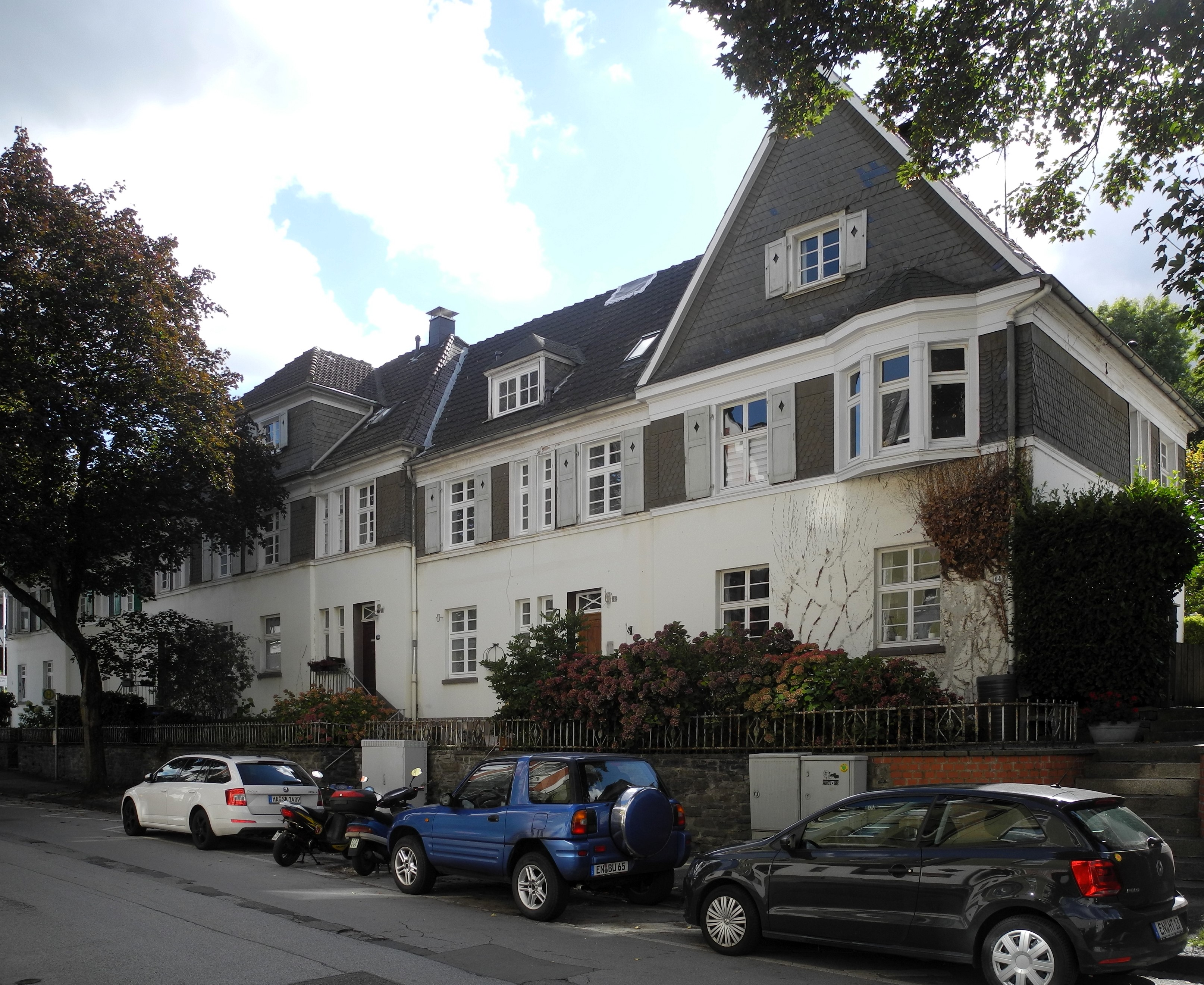
Kirchstraße 64, 66 und 68

Die Siedlung des Neuen Spar- und Bauvereins Milspe mit den Wohnhäusern Ketteler Straße 1–15 und Kirchstraße 58–72 ist eine denkmalgeschützte genossenschaftliche Siedlung im Ennepetaler Ortsteil Milspe. Das Gebäudeensemble stammt aus den ersten beiden Jahrzehnten des 20. Jahrhunderts.

## Beschreibung
Die in einem Rechteck mit gemeinsamen, parkartig begrünten Innenhof angeordneten Wohnhäuser Ketteler Straße 1–15 und Kirchstraße 64–72 wurden 1912/13 im Auftrag des Milsper Neuen Spar- und Bauvereins nach einem Entwurf des Milsper Architekten Emil Böhmer errichtet. 1926/27 ergänzte der Architekt Ludwig Adams die Gesamtanlage um die Hausgruppe Kirchstraße 58–62. 
Die Häuser wurden im traditionalistischen bergischen Stil erbaut, der Quergiebel an den Gebäudeenden, Gauben, Erker, weißgestrichene Holzsprossenfenster mit farblich passenden Holzschlagläden im Obergeschoss, Hauseingänge mit Holztüren und Oberlichtern sowie eine Verschieferung der Obergeschosse im Dachbereich umfasst.
Die der Kirchstraße zugewandten Häuser folgen dem krummen Straßenverlauf mit Gebäudedrehungen und sind etwas zurückgesetzt. Ein mit einer Bruchsteinmauer umfriedeter Vorgarten trennt die Häuser von der Straße. Die übrigen Häuser liegen an der Ketteler Straße, die als Erschließungsweg die Siedlung an den anderen drei Seiten umrundet.